# Alex Azar

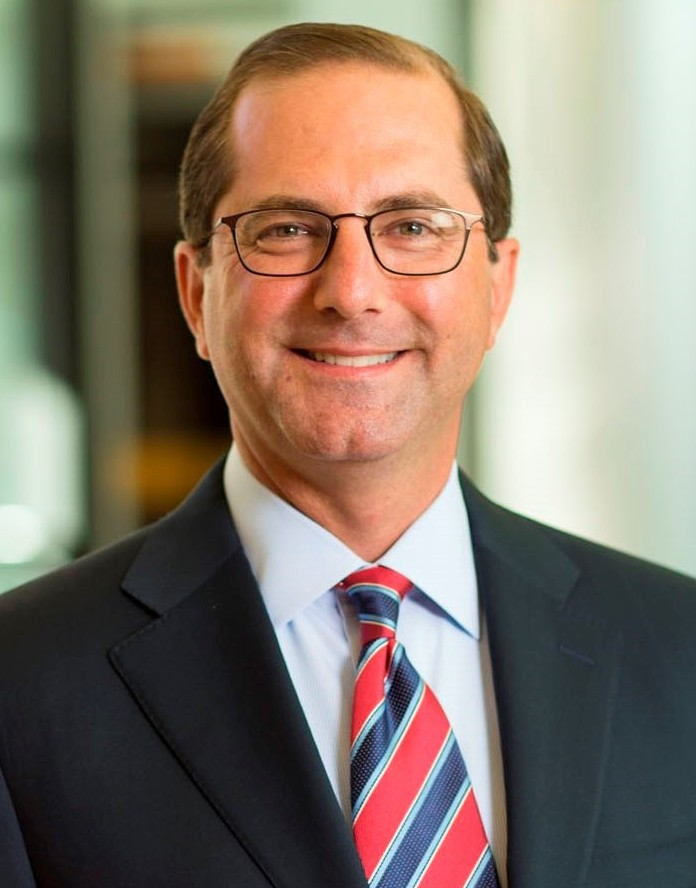
Alex Azar (2017)

Alex Michael Azar II. (* 17. Juni 1967 in Johnstown, Cambria County, Pennsylvania) war von Januar 2018 bis zum 20. Januar 2021 Gesundheitsminister der Vereinigten Staaten (Kabinett Trump I) und Chef des Ministeriums für Gesundheitspflege und Soziale Dienste.
Azar war als Unternehmer tätig und ist Politiker der Republikanischen Partei. Während der Präsidentschaft von George W. Bush war er von 2005 bis 2007 stellvertretender Minister für Gesundheitspflege und Soziale Dienste. Von 2012 bis 2017 war er Präsident von Lilly USA, LLC, einer Tochtergesellschaft des globalen Pharmaunternehmens Eli Lilly and Company.

## Ausbildung
Alex Azar ist Absolvent der Yale Law School.

## Gesundheitsminister
Am 24. Januar 2018 wurde Azar als Nachfolger des zurückgetretenen Tom Price im Amt des Ministers für Gesundheitspflege und Soziale Dienste vom Senat der Vereinigten Staaten mit 55 zu 43 Stimmen bestätigt.
Als Gesundheitsminister war Azar mitverantwortlich für die Reaktion der Regierung auf die COVID-19-Pandemie in den Vereinigten Staaten. Zu Beginn der Ausbreitung des Virus in den USA konnte sich Azar bei den übrigen Behörden mit dem Wunsch nach mehr COVID-Tests nicht durchsetzen. Das Fehlen verlässlicher Daten führte nach Recherchen der New York Times zu einer Verzögerung von etwa einem Monat bei der Reaktion der USA auf die Pandemie. Bis Ende Februar 2020 leitete Azar die Corona-Taskforce der Regierung; dann löste Vizepräsident Mike Pence ihn ab. Seine Amtszeit als Gesundheitsminister endete mit der Vereidigung des neuen Präsidenten Joe Biden am 20. Januar 2021. 